# 无花果树广场

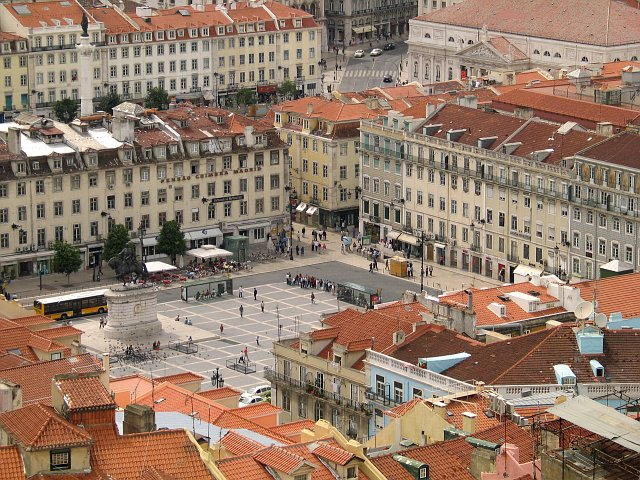
从城堡看无花果树广场

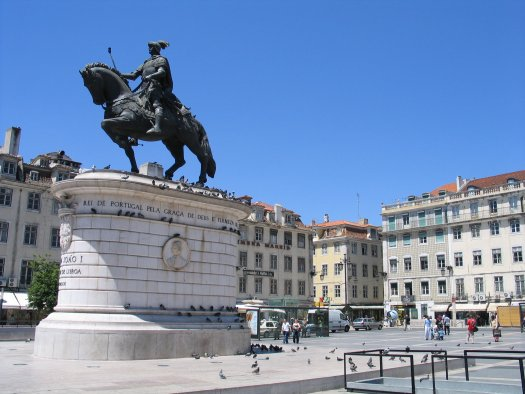
若昂一世铜像

无花果树广场（葡萄牙語：Praça da Figueira）是葡萄牙首都里斯本市中心的一个大型广场，位于1755年里斯本大地震后重建的庞巴尔下城区。
在16世纪，该广场还不存在，大部分地方原为皇家诸圣医院（Hospital Real de Todos os Santos）。1755年里斯本大地震摧毁了大半个里斯本，这个医院也夷为平地，1775年撤销。
原医院所在的大片地区演变为了露天市集。1885年，在此兴建了8,000 m²的室内市场。这个市场一直存在到1949年被拆除为止。此后就成为一片开放空间。
1971年，广场上安放了若昂一世的骑马铜像。1999/2000年，广场进行整修，雕像从中间移到了一角。
无花果树广场周围是庞巴尔下城区整齐的四层建筑。这里是重要的交通枢纽，设有公交和地铁站。